# Nothopleurus subcancellatus
Nothopleurus subcancellatus är en skalbaggsart som först beskrevs av Thomson 1867.  Nothopleurus subcancellatus ingår i släktet Nothopleurus och familjen långhorningar. Inga underarter finns listade i Catalogue of Life.